# Friedrich Curschmann
Pour les articles homonymes, voir Curschmann.
Karl Friedrich Curschmann est un musicien et chanteur allemand. Né le 21 juin 1805 à Berlin, il est décédé à Wrzeszcz, aujourd'hui un arrondissement de Gdańsk, le 24 août 1841.

## Biographie
Il étudie le droit à Berlin puis à Göttingen (1824) avant de partir pour Cassel où il devient élève de Moritz Hauptmann et de Louis Spohr.
Curschmann se fait connaître par des compositions religieuses puis par l'opérette Abdul und Erinnieh oder die Toten (1828). En 1836, il entre à l'Académie de chant de Berlin. Il meurt subitement d'une crise d'appendicite.

## Œuvres
On lui doit 83 chansons très populaires au XIXe siècle, comprenant la mise en musique de poèmes de Johann Wolfgang von Goethe, Friedrich Schiller, Heinrich Heine et Friedrich Rückert et des chants religieux.

### Ouvrages de chansons
- Wiegenlied
- Die Stillen Wanderer
- Der Abend Standchen
- Der Fischer Altes Volkslied
- Jagerlied
- An Rose der Schiffer
- Der kleine Hans
- Due canoni a tre voci coll'accompagnamento di piano-forte, 1833
- Romeo: scena ed aria coll'accompagnamento di piano-forte, 1833
- Quattro canzonette per voce sola coll accompagnamento di piano-forte, 1834
- Sechs Gesänge mit Begleitung des Piano-Forte : Opus III, 1835
- Weihnachten : Gedicht von Fr. Förster, 1836
- Fünf Gesänge, 1838
- Canon a tre voci, 1850
- 6 Lieder mit Pianofortebegleitung
- Der Schiffer fährt zu Land, 1900
- Blumengruss : Gedicht von Göthe
- Ihr lichten Sterne habt gebracht

### Opéra
- Abdul und Errinieh oder Toten